# DeMarcco Hellams
DeMarcco Hellams (Washington, 5 giugno 2000) è un giocatore di football americano statunitense che milita nel ruolo di safety per gli Atlanta Falcons della National Football League (NFL).

## Carriera

### Atlanta Falcons
Al college Hellams giocò a football ad Alabama, vincendo il campionato NCAA nel 2020. Fu scelto nel corso del settimo giro (224º assoluto) del Draft NFL 2023 dagli Atlanta Falcons. Debuttò come professionista subentrando nella gara del primo turno contro i Jacksonville Jaguars, giocando 18 snap negli special team. Nella settimana 12 disputò la prima partita come titolare. La sua prima stagione si chiuse con 40 tackle in 15 presenze, di cui 4 come titolare.